# Piero Carini

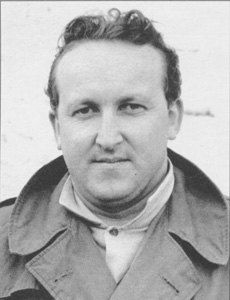
Piero Carini

Piero Carini (Genua, 6 maart 1921 – Saint-Étienne, Frankrijk, 30 mei 1957) was een Formule 1-coureur uit Italië. Hij reed tussen 1952 en 1953 3 Grands Prix voor het team Ferrari.